# Aalborg Teater
Het Aalborg Teater is het bekendste theater in Aalborg, Denemarken. Het werd gebouwd in 1878, vervolgens aangepast door Julius Petersen en in 2000 verbouwd. Het adres is sinds de oplevering Jernbanegade (Spoorwegstraat), de toenmalige stationsstraat. Het station lag toen aan de rand van het stadje en werd later naar het zuiden verplaatst. Het theater heeft drie podia en 870 zitplaatsen in de grote zaal. Er zijn 10-12 jaarlijkse producties met een totaal van 250-400 voorstellingen, die een brede selectie van drama en musicals omvatten. Het theater was oorspronkelijk in particuliere handen, maar wordt nu gecontroleerd door Deense Ministerie van Cultuur, die het theater ook in eigendom heeft. Hoewel de meeste producties in de grote zaal plaatsvinden, kan het gebouw tot vier voorstellingen in de andere zalen huisvesten.

## Geschiedenis
Toen de spoorweg eind jaren 1860 Aalborg bereikte, was de nieuw aangelegde Jernbanegade (Spoorwegstraat) een ideale plaats voor Grøntved, de plaatselijke slager, om een theater te bouwen. Het theater werd in 1878 voltooid en kon aanvankelijk een publiek van bijna 1.110 toeschouwers herbergen omdat er veel goedkope staanplaatsen waren. Julius Petersen, een van de belangrijkste regisseurs in de provincies, kocht het theater in 1882 en trouwde kort daarna met de dochter van Grøntved, Anne, die een leidende rol speelde bij de ontwikkeling van het theater.
Petersen ondernam grote verbouwingen aan het gebouw en voorzag in zitplaatsen voor 500 in de zaal en 370 op het balkon. Het toneel werd uitgebreid en er werd een krachtigere gasverlichting geïnstalleerd (die in 1921 werd vervangen door elektrisch licht). In 1914, op zijn 70ste verjaardag, droeg Petersen de eigendom van het theater over aan de stad, met als tegenprestatie een toelage en een zitplaats in een loge. Onder het stadsbestuur werden vrij snel na elkaar een aantal directeuren benoemd, omdat zij allen moeite hadden de eindjes aan elkaar te knopen. In 1937 nam Jakob Nielsen van Frederiksbergs Betty Nansen Teatret de leiding over en stelde een nieuw gezelschap acteurs aan. Ondanks beperkte budgetten kon hij in het eerste seizoen 15 producties op de planken brengen, waarvan hij er 14 zelf speelde. Tijdens de Tweede Wereldoorlog vorderden de Duitsers het theater in als bioscoop voor hun troepen, maar het werd in september 1945 heropend. In de loop der jaren werd het theater beheerd door de gemeente of de regio, maar nu is het een van de vier theaters die in handen zijn van het Deense ministerie van Cultuur, de andere zijn het Odense Teater, het Aarhus Teater en het Koninklijk Deens Theater in Kopenhagen.

## Directie
- 1869: Slagtermester Niels Grøntved
- 1878: N. F. Svendsen
- 1878: Frederik Schmidt
- 1882-96: Julius Petersen
- 1896-00: Oddgeir Stephensen
- 1900-09: Axel Jacobsen
- 1914: Julius Petersen
- 1915-20: Sv. Wedel
- 1920-21: Jacob Jacobsen
- 1921-22: Gerda Christophersen (in training)
- 1922-28: Peter Kjær
- 1928-32: Gerda Christophersen
- 1932-34: (geen directie)
- 1934-37: Otto Jacobsen
- 1937-40: Jakob Nielsen en Bjarne Forchhammer
- 1940-41: Jakob Nielsen
- 1941-45: (niet in werking)
- 1945-54: Poul Petersen
- 1954-60: Bjarne Forchhammer
- 1960-65: Karen Marie Løwert
- 1965-68: Poul Petersen
- 1968-73: Ebbe Langberg
- 1973-81: Leon Feder
- 1981-85: Daniel Bohr
- 1985-94: Mogens Pedersen
- 1994-01: Malene Schwartz
- 2001-11: Geir Sveaass
- 2011-heden: Morten Kirkskov